# Cleora pupillata
Cleora pupillata är en fjärilsart som beskrevs av Walker 1860. Cleora pupillata ingår i släktet Cleora och familjen mätare. Inga underarter finns listade i Catalogue of Life.